# Spandauer Straße
Die Spandauer Straße ist eine Straße im Berliner Ortsteil Mitte des gleichnamigen Bezirks und gehört zu den ältesten Verkehrswegen der Hauptstadt. Ihr Name geht auf den heutigen Bezirk Spandau im Westen der Stadt zurück, nach dem auch die Spandauer Vorstadt und das ehemalige Spandauer Tor benannt sind, beide in nächster Umgebung der Straße. Entlang der Spandauer Straße befinden sich einige historische und moderne Bauten und Denkmäler.

## Lage

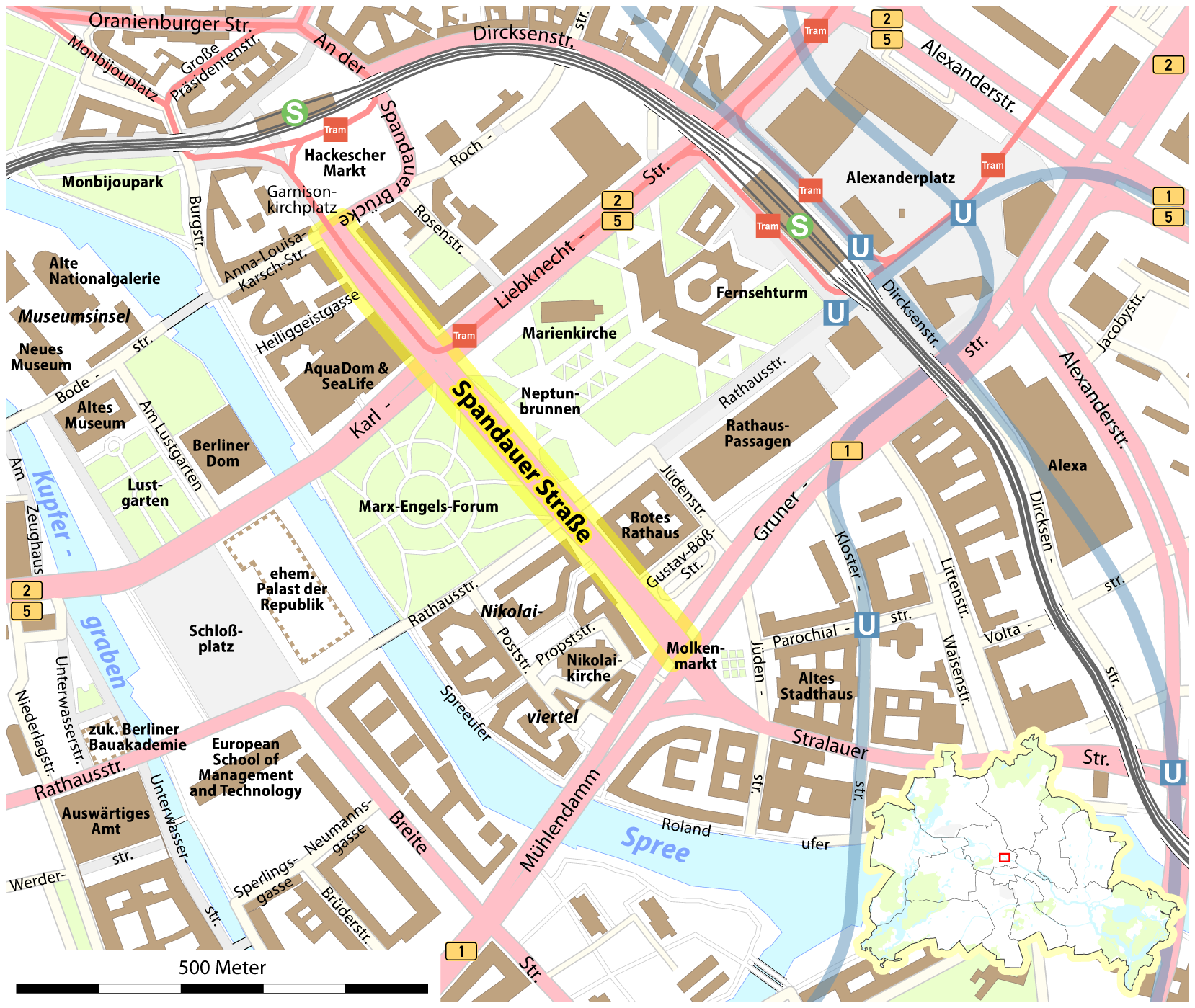
Übersichtskarte der Spandauer Straße

Die etwa 700 Meter lange Straße durchquert die Berliner Altstadt in Nordwest-Südost-Richtung. Sie ist in gesamter Länge vierstreifig und lässt sich anhand der Bebauung in drei etwa gleich lange Abschnitte unterteilen.
Der Westteil der Straße führt zunächst vom Garnisonkirchplatz zur Karl-Liebknecht-Straße und wird hier von mehreren Straßenbahnlinien in mittiger Trassenlage befahren. Diese entstand beim Wiederanschluss des Alexanderplatzes an das Berliner Straßenbahnnetz. Während die Nordseite wie die benachbarte Karl-Liebknecht-Straße mehrgeschossige Wohn- und Ladenzeilen prägen, befinden sich auf der Südseite Gebäude in berlintypischer Blockbebauung.
Die Karl-Liebknecht-Straße ist ein Teilbereich der auf gemeinsamer Trasse verlaufenden Bundesstraßen B 2 und B 5, sodass die Spandauer Straße hier diesen wichtigen Verkehrsweg kreuzt. Die Straßenbahn zweigt nach links auf die Karl-Liebknecht-Straße ab und führt weiter zum Alexanderplatz.
Der sich anschließende mittlere Abschnitt bis zur Rathausstraße durchschneidet die begrünte Freifläche zwischen Alexanderplatz und der Spree und weist keine Randbebauung auf. Die Freifläche in Richtung Alexanderplatz (Park am Fernsehturm) entstand in den 1950er Jahren nach Räumung der Kriegsruinen am Neuen Markt im Marienviertel und wurde in den 1960er Jahren grundlegend umgestaltet. Das zwischen der Spandauer Straße und der Spree befindliche Marx-Engels-Forum erhielt in den 1980er Jahren seine heutige Form, vorher befand sich dort das Heilige-Geist-Viertel.
Der letzte Abschnitt zwischen der Rathausstraße und dem Molkenmarkt wird vom Roten Rathaus auf der Nordseite sowie vom Nikolaiviertel auf der Südseite begrenzt. Der ursprüngliche Straßenverlauf reichte bis in die 1960er Jahre zum Molkenmarkt. Mit dessen Umbau wurde der einstige längliche Platz in eine Kreuzung umgewandelt. Hauptanliegen dieses Umbaus war, die Fernstraße 1 – die heutige Bundesstraße 1, deren alter Verlauf ab Alexanderplatz über die Rathaus- und Spandauer Straße zum Mühlendamm führte – umzulegen, um den Individualverkehr nicht mehr direkt über den Alexanderplatz zu leiten, sondern an dem Platz vorbeizuführen. Der Mühlendamm bildet seitdem eine Achse mit der nördlich angrenzenden Grunerstraße, die Spandauer Straße geht dagegen nach dem Molkenmarkt in die Stralauer Straße über.

## Geschichte

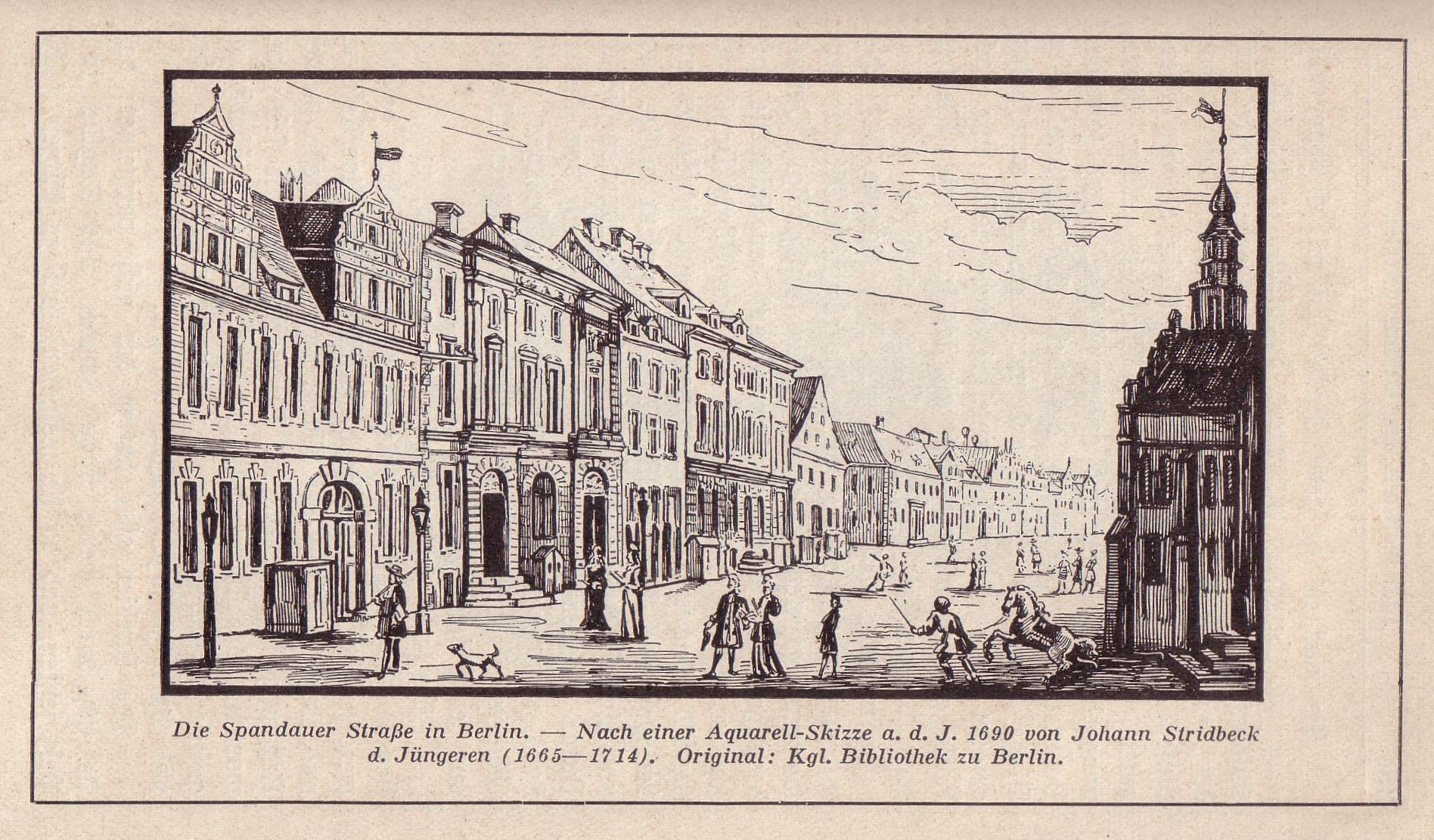
Spandauer Straße, nach einer Aquarell-Skizze von 1690

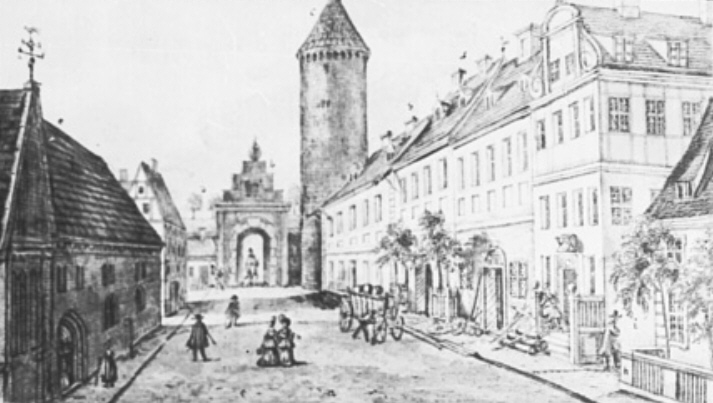
Blick durch die Spandauer Straße auf das Heilig-Geist-Spital, den Pulverturm und das dahinter liegende Spandauer Tor um 1700.
Leopold Ludwig Müller, um 1800

### Ursprung der Straße
Die Entstehungszeit der Spandauer Straße ist etwa deckungsgleich mit der Gründung Berlins im frühen 13. Jahrhundert. Bereits im Jahre 1380 wurde sie (Am Spandauer Thore) „verbreitert“ und „gepflastert“. Sie gehörte zu den vornehmsten Straßen Berlins mit einigen der wichtigsten Institutionen wie dem Berliner Rathaus oder dem Heilig-Geist-Spital.
In mittelalterlichen Städten waren üblicherweise die Ausfallstraße und ihr Stadttor namensgleich; für Berlin waren dies unter anderem die Stralauer Straße mit dem Stralauer Tor und die Georgenstraße (heute: Rathausstraße) mit dem Georgentor. Die Spandauer Straße war zwar ein durchgehender Straßenzug, jedoch besaß jeder Abschnitt einen anderen Namen, in Höhe des Berliner Rathauses sogar jede Straßenseite. Erst mit dem Ausbau Berlins zur Festung wurden die einzelnen Straßen als Spandauer Straße zusammengefasst. Da das Spandauer Tor nach Nordosten verschoben werden musste, endete die Straße am Festungsgraben. Über eine neu angelegte Verbindungsstraße wurden beide miteinander verknüpft. An der Kreuzung dieser neuen Verbindungsstraße wurde der Garnisonkirchplatz zusammen mit der gleichnamigen Kirche angelegt. Im Einzelnen bildeten die folgenden Straßen den Ursprung der heutigen Spandauer Straße:
- Am Spandauer Thore (zwischen Spandauer Tor und Neuem Markt)
- Am Kohlenmarkte (zwischen Neuem Markt und Rathaus)
- Neben dem Rathaus (auf Höhe des Rathauses, Straßenseite vom Rathaus)
- Gegen dem Rathaus (auf Höhe des Rathauses, gegenüberliegende Straßenseite vom Rathaus)
- Middelstraße (zwischen Rathaus und Molkenmarkt)

In der darauffolgenden Zeit verlor die Straße ihre ursprüngliche Bedeutung (Weg nach Spandau) und entwickelte sich zu einer Spange zwischen dem Molkenmarkt, der Georgenstraße (ab 1701: Königsstraße) und später dem Ausläufer des Boulevards Unter den Linden.

### Ursprüngliche Straßenführung und Nummerierung
Das Spandauer Tor befand sich zwischen den Häusern 1 und 81 und wurde im Jahr 1718 niedergebrochen. Bei Aufräumungsarbeiten in dem vernachlässigten Pulverturm (Haus 81) ist dieser Turm am 12. August 1720 explodiert, wodurch die Garnisonkirche sowie umliegende Häuser zertrümmert und das Heilig-Geist-Spital sehr beschädigt wurde.
Mitte des 19. Jahrhunderts sind dem Berliner Adressbuch folgende Details der Straßenführung zu entnehmen:
die Spandauerstrasse begann auf der Südseite mit der Parzelle Nummer 1 an der Spandauer Brücke, auf die offenbar auch die Neue Friedrichstraße zuführte. Danach querte sie die Heilige Geistgasse, die Brauhausgasse (zwischen Nummer 13 und 14), die Kleine Poststrasse, gefolgt vom Postgebäude (Nummer 19–22), querte die Königstrasse, die Probststrasse und erreichte bei der Nummer 44 den Molkenmarkt. Die Nummerierung war in Hufeisenform festgelegt worden. So folgten auf der Nordseite zurück die Reetzengasse, die Nagelgasse, die Königstrasse, die Bischofsgasse, die Papenstrasse und die Heidereutergasse bis zur Neuen Friedrichstraße mit der Parzelle Nummer 81.
Im 20. Jahrhundert wurde die Hausnummernzählung zweimal geändert: zunächst 1913 und ein weiteres Mal nach 1945. Gemäß dem Amt für Statistik Berlin-Brandenburg folgt sie seit der letzten Änderung dem System der Orientierungsnummerierung. Sie zählt vom Hackeschen Markt ab der Nummer 1 bis Nummer 29 am Molkenmarkt (ungerade). In gleicher Richtung verlaufen dann die Nummern 2–24 (gerade).

### Zerstörung und Wiederaufbau zur Verkehrsspange

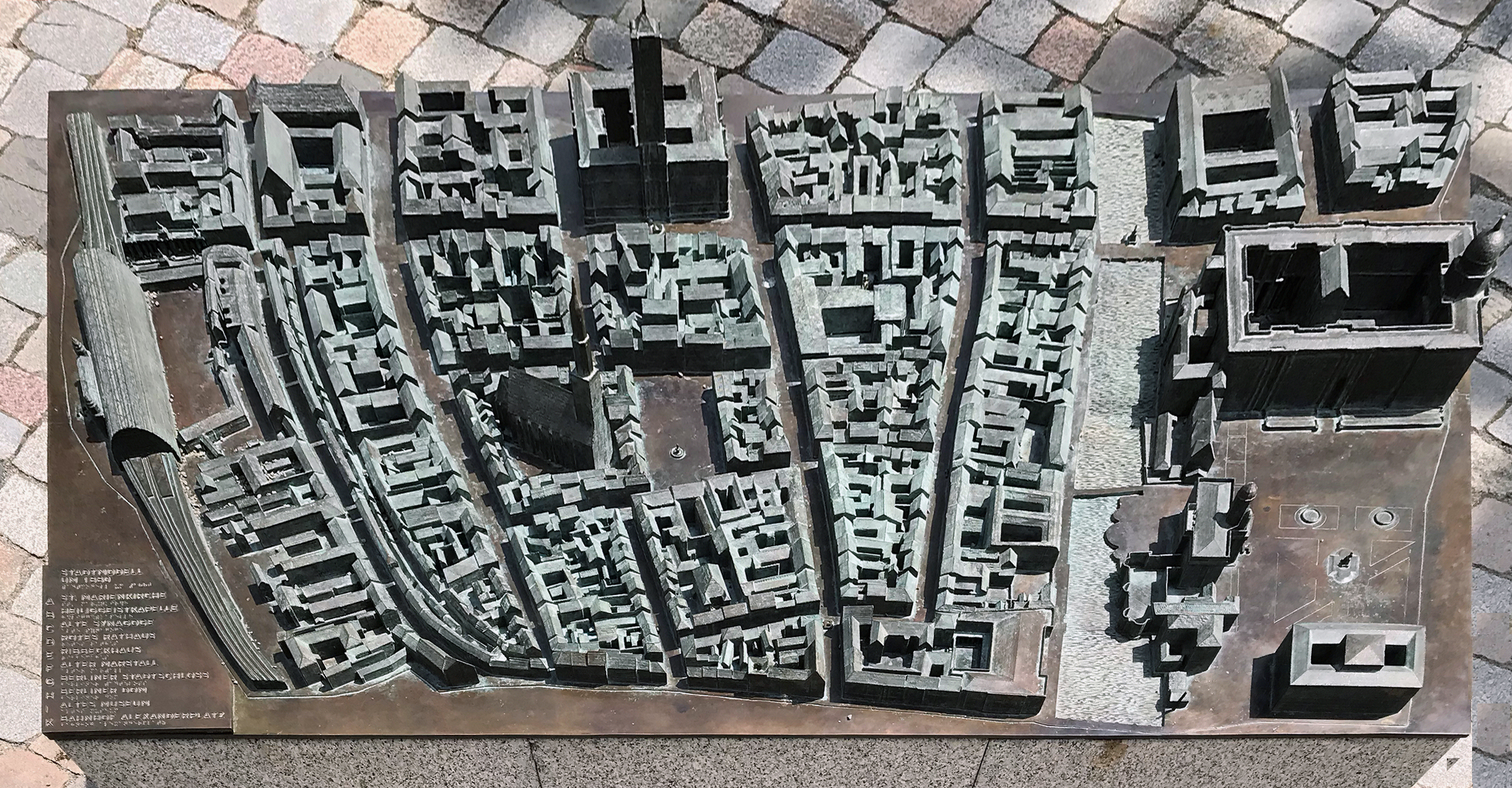
Stadtmodell mit Marienviertel und Heilige-Geist-Viertel um 1880, oben das Rote Rathaus, rechts daneben die Spandauer Straße, rechts im Bild das Berliner Schloss

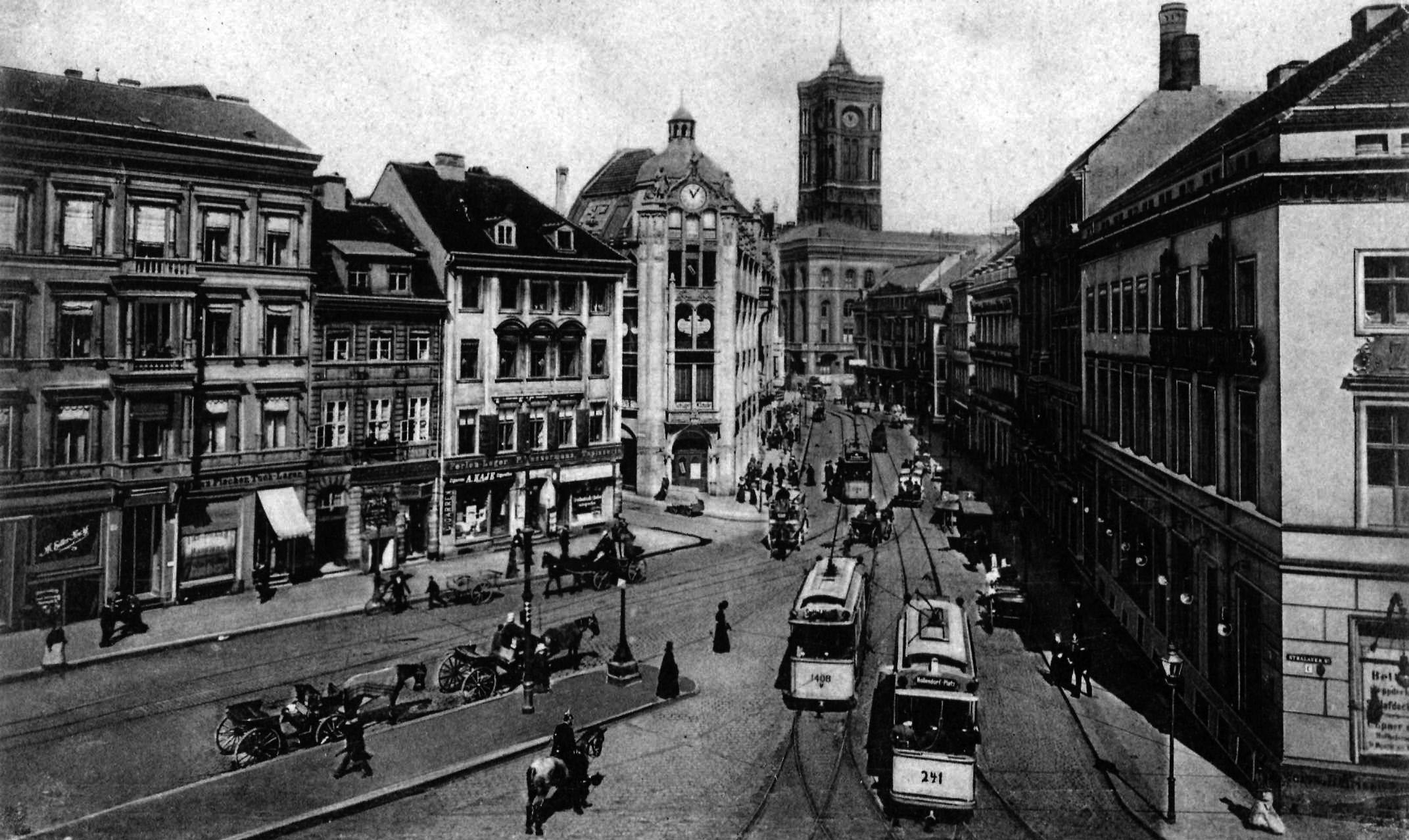
Blick vom Molkenmarkt in die Spandauer Straße, 1902

Straßenbahnzug auf der Linie 72 in der Spandauer Straße, 1965

Im ausgehenden 19. Jahrhundert entwickelte sich die Straße zu einem Nadelöhr für den aufkommenden öffentlichen Personenverkehr, allen voran die Straßenbahn. Seit 1883 existierte eine Pferdebahnstrecke auf der gesamten Länge der Straße. Dabei wurde der Ostteil zwischen Königsstraße (ab 1951: Rathausstraße) und Molkenmarkt wesentlich stärker befahren, da dieser die damals kürzeste Verbindung zwischen dem Zentrum um den Alexanderplatz und dem „Neuen Westen“ am Zoologischen Garten darstellte. 1913 verkehrten auf dem Ostabschnitt pro Stunde und Richtung 206 Wagen, auf dem Westabschnitt dagegen lediglich 58.
Die dichte Bebauung inmitten von Alt-Berlin blieb über Jahre erhalten, die Bauten wurden dem jeweiligen Zeitgeschmack angepasst. Erst mit dem Zweiten Weltkrieg und seinen Folgen änderte sich die Bebauung drastisch. Mit Ausnahme der Heilig-Geist-Kapelle und dem Roten Rathaus wurden fast alle Gebäude der Straße zerstört. Während an diesen beiden Bauten sowie später an der Ruine der Nikolaikirche die Schäden beseitigt wurden, sprengte man die übrigen Ruinen. Die so entstandene Freifläche zwischen der Liebknechtstraße (Verlängerung des Boulevards Unter den Linden, ab 1969: Karl-Liebknecht-Straße) und der Rathausstraße besteht bis heute und ist markant für das Zentrum Ost-Berlins. Die Straßenbahnstrecke aus dem Jahre 1883 wurde ebenfalls nicht wieder in Betrieb genommen.
Mit dem Ausbau zur „Hauptstadt der DDR“ erfolgten in dem Gebiet um den Alexanderplatz bis hin zur Spreeinsel umfangreiche Änderungen, die auch die Spandauer Straße betrafen. Ausgehend von der Littenstraße entstanden an der Ecke Karl-Liebknecht-Straße auf der Südseite das Palasthotel sowie auf der Nordseite eine kombinierte Geschäfts- und Wohnzeile, die sich bis zur Stadtbahn hinzog. An der Ecke Karl-Liebknecht-Straße eröffnete auf der Nordseite die Fischgaststätte Gastmahl des Meeres mit dem 178,55 m² großen Betonglaskunstwerk Menschen und Meer von Hans Vent, Dieter Gantz und Rolf Lindemann. Im weiteren Verlauf folgten das Marx-Engels-Forum auf der Süd- sowie der vom ehemaligen Schloßplatz versetzte Neptunbrunnen auf der Nordseite. Den Abschluss bildeten das Nikolaiviertel, dessen Wiederaufbau zum 750. Stadtjubiläum im Jahr 1987 fertiggestellt wurde, und das Rote Rathaus. Der Molkenmarkt als Endpunkt der Straße wurde ebenfalls umgestaltet, wobei die ursprüngliche Platzform verlorenging. Heute befindet sich dort eine für den Massenverkehr ausgebaute Kreuzung. Die Spandauer Straße wurde dort auf vier bis sechs Fahrstreifen ausgebaut.
Der westliche Abschnitt der Straße zwischen Garnisonkirchplatz und Karl-Liebknecht-Straße wurde 1998 umgebaut, um Platz für eine neue Straßenbahntrasse über den Alexanderplatz – kurz Alex I genannt – zu schaffen. Der weitere Umbau der Straße soll in den kommenden Jahren zusammen mit dem Molkenmarkt erfolgen, der dann seine ursprüngliche Form wieder erhalten soll. Hier soll zudem die Trasse für eine weitere Straßenbahnstrecke freigehalten werden.
In den nachfolgenden Abschnitten genannte Hausnummern beziehen sich auf die aktuell gültige Nummerierung der Gebäude, mit Ausnahme des Blankenfelde-Hauses.

## Entlang der Straße

### Vom Hackeschen Markt bis zur Karl-Liebknecht-Straße

#### Heilig-Geist-Spital und Handelshochschule

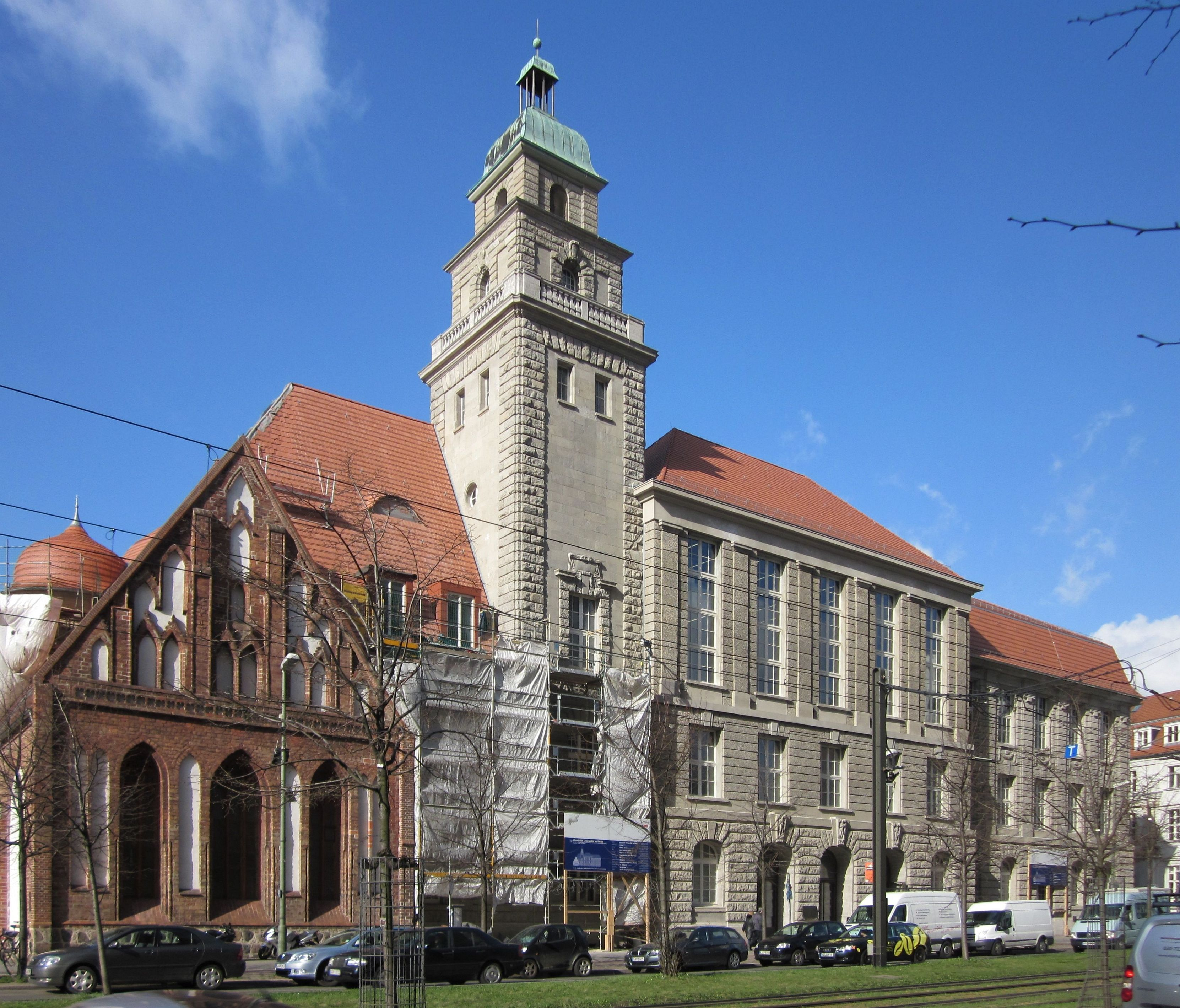
Handelshochschule mit der integrierten Heilig-Geist-Kapelle (unten links)

Das Heilig-Geist-Spital an der Spandauer Straße 1 war eines von insgesamt drei Spitälern in der Doppelstadt Berlin-Kölln. Es entstand wohl bei der ersten Erweiterung Berlins. Die Ersterwähnung erfolgte in einem Gildebrief der Bäcker im Jahr 1272. Neben dem eigentlichen Spital gehörten eine Kapelle, ein Rüsthof („Zeughaus, weil darin allerley Rüstungen, und zum Kriege gehörige Geräthschaften aufbehalten werden“), ein Wursthof und ab dem Jahr 1600 ein Brauhaus zu dem Komplex. Die Säkularisierung führte zur Umnutzung als Armenhaus, 1825 wurde es abgerissen. Ein Neubau eines Spitals an dieser Stelle stand dann nur wenige Jahre. Die Kapelle, bis 1835 unter Leitung von Carl Ferdinand Langhans renoviert, wurde anschließend wiedereröffnet. Ein nördlich anschließendes Gebäude wurde 1905 als Handelshochschule eröffnet. Die Kapelle bildet seitdem quasi den Südflügel des Gebäudes, sie diente nach Eröffnung der Hochschule als Mensa. Diese Funktion wurde nach 1945 beibehalten, als der Komplex an die neugegründete Humboldt-Universität überging. Die Kapelle wurde ab den 1990er Jahren renoviert, auch das Hochschulgebäude ist erhalten.

#### Spandauer Straße 2
Im Erdgeschoss dieses Gebäudes richtet der Koch Thilo J. von Beyme, der im Jahr 2013 die Firma Berliner Eiswelten gegründet hat, eine Eisbar ein. Das wird nach bereits in anderen Ländern vorhandenen Beispielen, die auf dem Grundkonzept Frost aufbauen, eine „arktische Erlebniswelt“ mit dem Namen Angiyok (in der Sprache der Inuit super, großartig). Von Beyme hat unter anderem Erfahrungen in einem Eishotel in Auckland (Minus five) gemacht und will nun das Konzept in Berlins Mitte etablieren. Ihm gelang es, rund eine Million Euro einzuwerben, für die an der genannten Adresse eine besondere Erlebniswelt entsteht. Auf 124 m² wird es Platz für etwa 50 zahlende Besucher geben, die Raumtemperatur wird konstant auf −10 °C gehalten. Gäste erhalten Thermokleidung, für sie werden Eiskünstler Figuren gestalten, beispielsweise sind Schlittenhunde, Eisbären oder auch bekannte Berliner Wahrzeichen vorgesehen. Insgesamt sollen ständig rund 60 Tonnen Eis verarbeitet werden. Außerdem werden Videos aus Arktis und Antarktis zu sehen sein, unter einer interaktiven Bodenplatte werden sich Pinguine, Wale und Robben bewegen. Als Wichtigstes bezeichnet der Investor jedoch nicht die Eisbar, bei der auch die Gläser aus Eis geformt sind, sondern das Anliegen des Naturschutzes und des sozialen Engagements. Er wird Dokumentationen zeigen, Arktisforscher zu Vorträgen einladen, Ausstellungen organisieren. Einen Teil der Einnahmen will er an Umweltprojekte spenden, Patenschaften übernehmen aber auch die Kältehilfe für Obdachlose unterstützen. Von Beyme plante die Eröffnung dieser Attraktion für Anfang 2018. 2019 wurde die Bar von dem Betreiber einer Amsterdamer Kältebar übernommen, der sie weiterführt.
Ganz in der Nähe sind weitere Sehenswürdigkeiten zu finden wie das Sealife Center, das Gruselkabinett Dungeon, das DDR-Museum, der Fernsehturm und vieles andere mehr.

#### Pulverturm
Im Jahr 1720 explodierte der Pulverturm am ehemaligen Spandauer Tor. Er sollte durch einen Neubau außerhalb der Befestigungsanlagen ersetzt und anschließend leer geräumt werden. Bei den Arbeiten entzündete sich das dort gelagerte Schießpulver und verursachte eine gewaltige Explosion, bei der unter anderem der Westturm der Heilig-Geist-Kapelle und die nahe gelegene Garnisonkirche zerstört wurden. Insgesamt verloren dadurch 76 Menschen ihr Leben.

#### CityQuartier DomAquarée

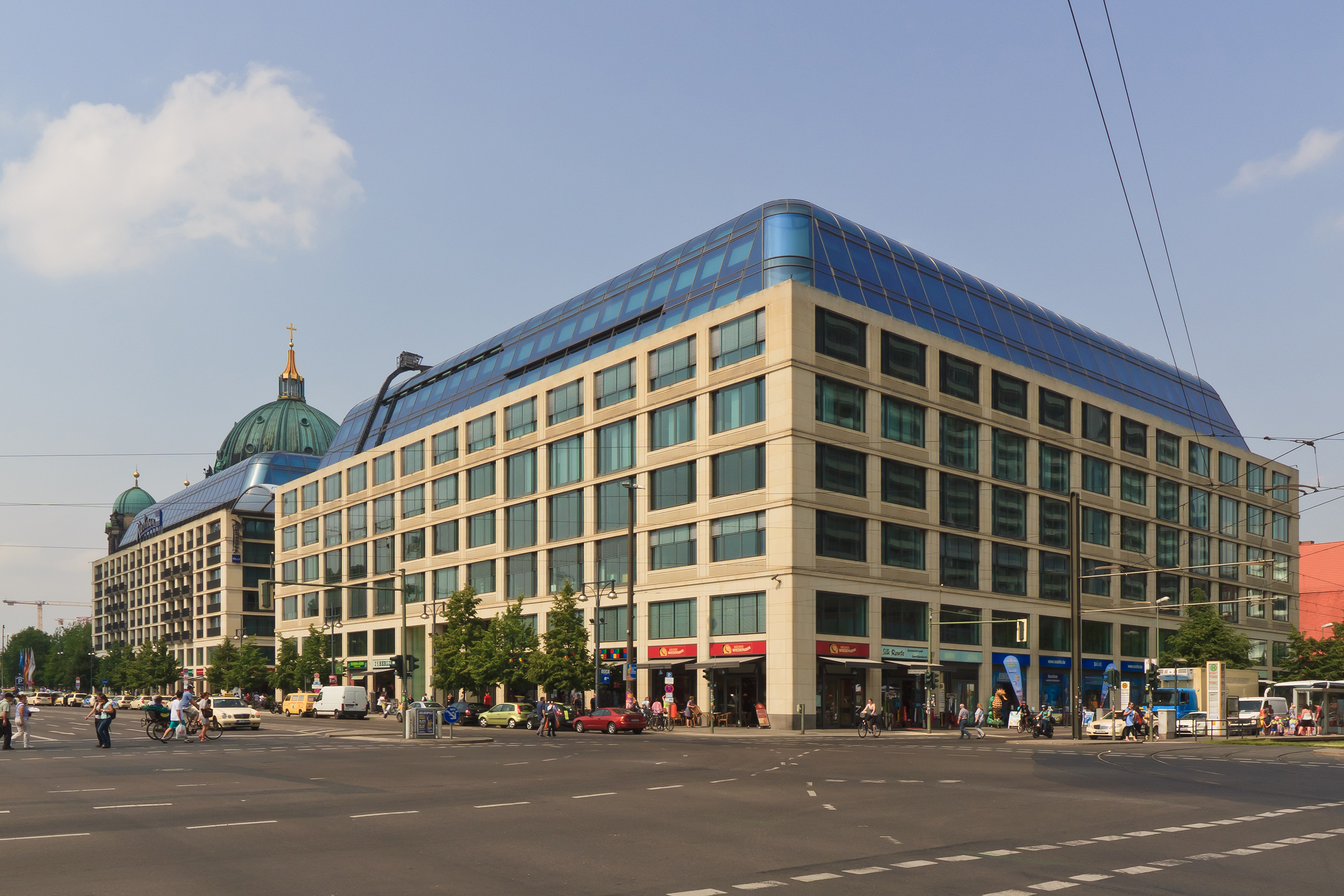
CityQuartier DomAquarée

Die westliche Ecke an der Kreuzung Karl-Liebknecht-Straße wurde bereits um das Jahr 1140 bebaut. Die ersten Datierungen dieser Zeit dokumentieren die Trockenlegung des Geländes, um Wohnhäuser sowie das benachbarte Spital darauf anlegen zu können. Bis zum Ende des Zweiten Weltkrieges befanden sich hier vorwiegend Wohnhäuser. Nach ihrer Zerstörung entstand auf dem Grundstück das Palasthotel. Der Bau eines der wichtigsten Hotels Ost-Berlins zu Zeiten der DDR wurde 1979 eröffnet. 2001 erfolgte der Abriss und kurze Zeit später begannen die Bauarbeiten für das CityQuartier DomAquarée, das am 11. Mai 2004 eingeweiht worden ist.
Das Areal erstreckt sich über vier Blocks der alten Vorkriegsbebauung, wobei die bereits vorher aufgehobenen Heilig-Geist- und St. Wolfgang-Straße ihren alten Verläufen nachempfunden wurden, sodass der Komplex aus insgesamt vier miteinander verbundenen Gebäuden besteht.
Innerhalb des als Wohn- und Bürogebäude konzipierten Quartiers befinden sich u. a. ein Hotel der Marke Radisson Collection und ein Sea Life Centre. Auch der im Dezember 2022 zerstörte AquaDom war in dem Komplex untergebracht.
Im Komplex des DomAquarées verläuft die Spreeuferpromenade, direkt gegenüber dem Berliner Dom, in der seit 2006 das DDR-Museum mit einer Ausstellung zum Leben in der DDR eingerichtet ist.

### Zwischen Karl-Liebknecht- und Rathausstraße

#### Hofpostamt
Zwischen der Spandauer, Königs-, Heiliggeist- und der Kleinen Poststraße befand sich bis etwa 1945 das ehemalige Hof- und Stadtpostamt. Der rund 12.000 m² große Komplex bestand zunächst aus mehreren einzelnen Gebäuden, die nacheinander von der Post aufgekauft wurden.
Die ursprünglich als Wohnraum konzipierten Gebäude eigneten sich nur bedingt für den Postbetrieb. Daher erfolgten in den Folgejahren mehrmals notdürftige Umbauten an den Gebäuden. Im Jahr 1882 ersetzte die kaiserliche Post die alten Gebäude durch einen Neubau, einige Aufgabenbereiche mussten auf andere Postämter verlegt werden. Starke Schäden am Ende des Zweiten Weltkriegs führten in den 1950er Jahren zu Teilabrissen. In den 1970er Jahren wurden die Reste zugunsten des Marx-Engels-Forums beseitigt.

#### Marx-Engels-Forum

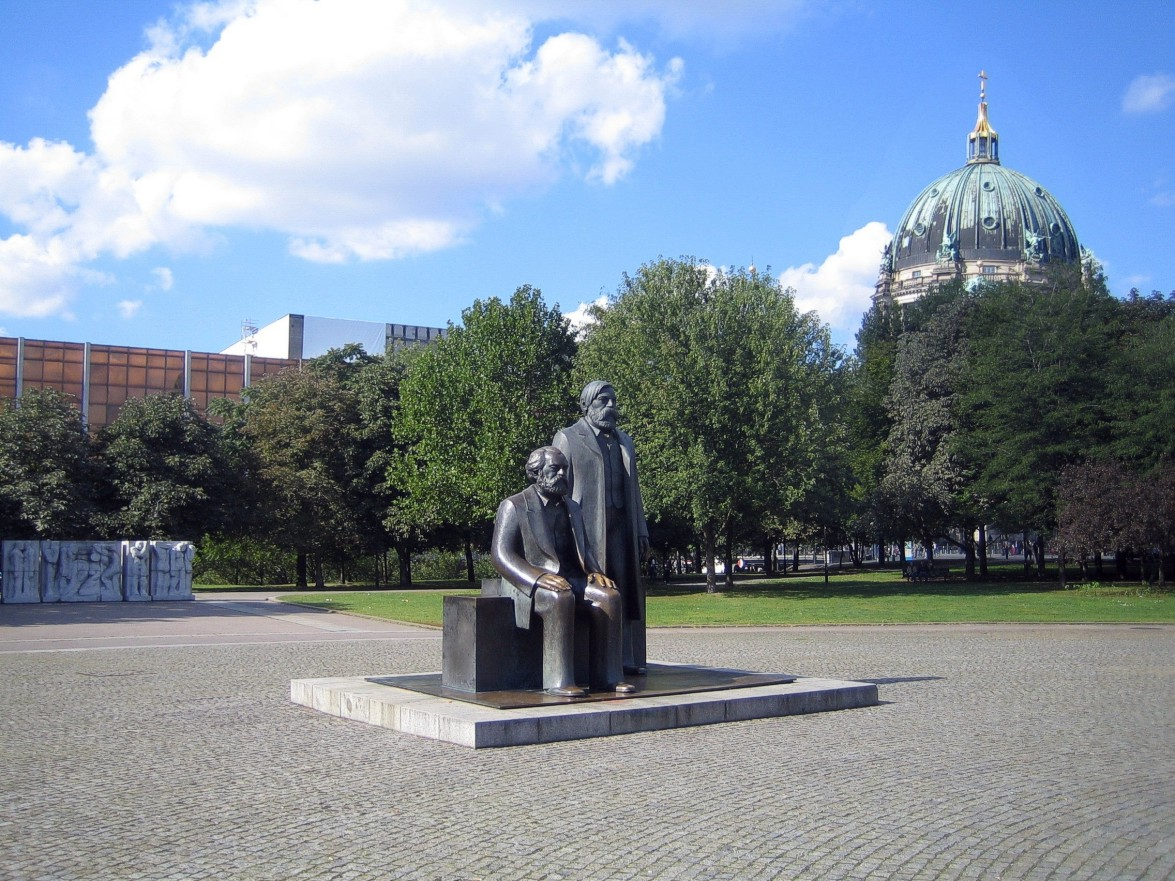
Denkmal für Karl Marx und Friedrich Engels am gleichnamigen Forum

Die nach dem Denkmal benannte große Grünanlage befindet sich auf der Südseite der Spandauer Straße zwischen der Karl-Liebknecht- und Rathausstraße auf einer durch Enttrümmerung entstandenen Freifläche. Diese reichte von der Stadtbahn am Alexanderplatz bis zur Spree. Zu Beginn der 1980er Jahre ließ der Magistrat von Berlin hier ein Forum anlegen, dessen Mittelpunkt ein überlebensgroßes Denkmal der beiden Namensgeber Karl Marx und Friedrich Engels von Ludwig Engelhardt ist. Dahinter befindet sich, direkt an der Spree gelegen, ein Marmorrelief von Werner Stötzer mit dem Namen „Alte Welt“. Es zeigt Arbeiter der frühkapitalistischen Welt des 19. Jahrhunderts.
Seit der deutschen Wiedervereinigung 1990 ist die Zukunft des Forums Gegenstand städtebaulicher Kontroversen, die von seiner Erhaltung im jetzigen Zustand bis zu einer Umgestaltung oder Neubebauung unter Aufgabe der bestehenden Denkmalanlage reichen.

#### Neptunbrunnen
Direkt gegenüber dem Marx-Engels-Forum und etwa auf halber Strecke zwischen Spree und Fernsehturm steht der Neptunbrunnen von Reinhold Begas, benannt nach der Hauptfigur des Springbrunnens, dem römischen Gott des Meeres, Neptun. Mit insgesamt etwa 18 Metern Höhe und einem Durchmesser von 10 Metern gehört er zu den größten Springbrunnen der Hauptstadt. Eingeweiht 1891 auf dem Schloßplatz, wurde er 1951 bei der Umgestaltung zum Marx-Engels-Platz 1951 abgebaut und eingelagert. Nach umfassender Restaurierung erhielt er 1969 seinen heutigen Standort.

### Vom Rathaus bis zum Molkenmarkt

#### Berliner Rathaus

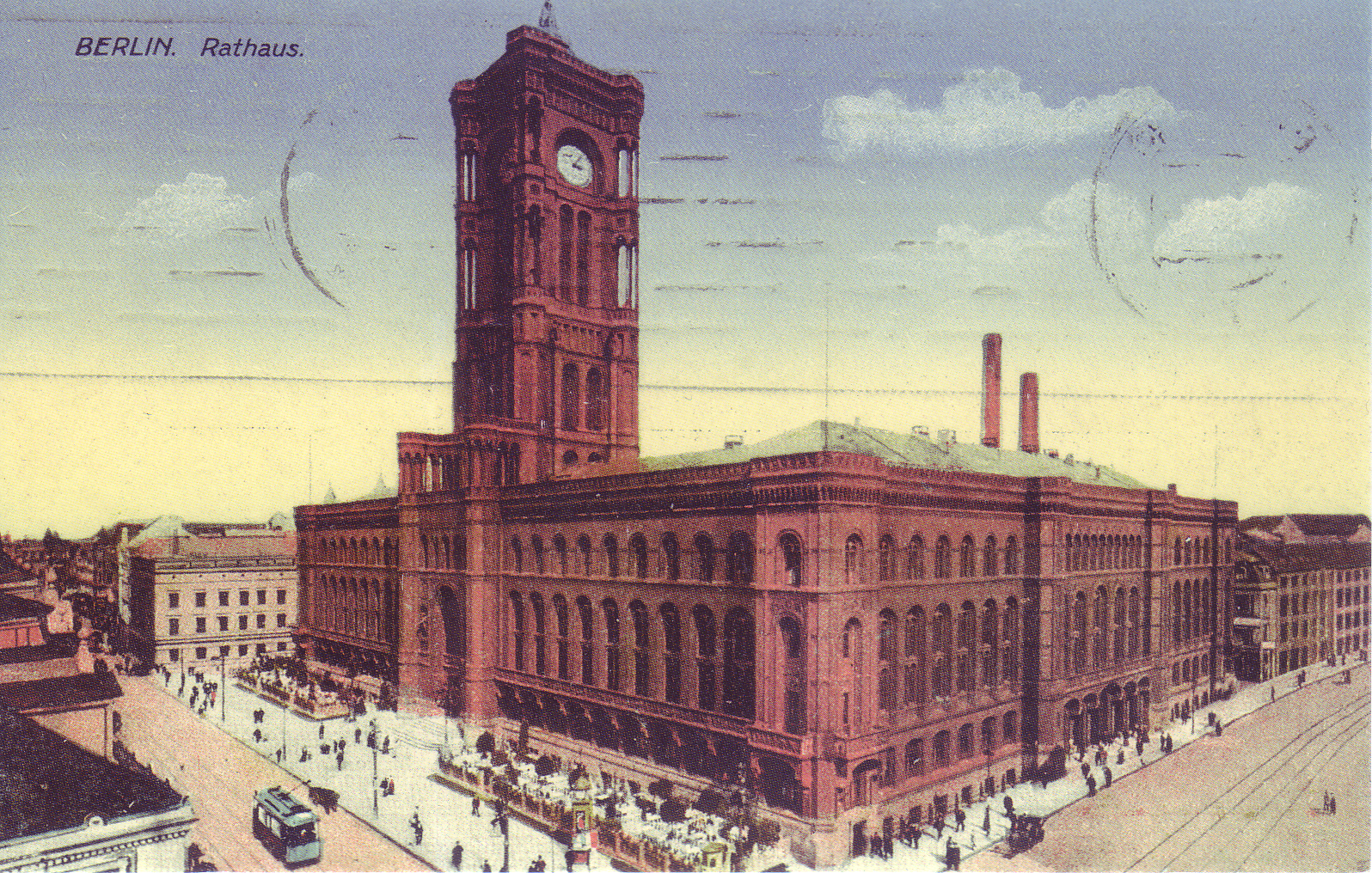
Rotes Rathaus um 1900, mit der Königsstraße links und der Spandauer Straße rechts vom Gebäude

Das erste Berliner Rathaus wird nahe dem Molkenmarkt vermutet. Etwa seit dem Jahr 1370 kam das Stadt-Verwaltungsgebäude an die heutige Stelle. Der Bau war zunächst ein einfaches Eckhaus, ähnlich den Bürgerhäusern zu jener Zeit. Die Stadtbrände der Jahre 1380, 1448 und 1581 vernichteten das überwiegend hölzerne Gebäude, das jedoch auf den vorherigen Grundmauern stets neu errichtet wurde. Nur die benachbarte Gerichtslaube, also der Teil, in dem das Gericht tagte, wurde in den Neubau integriert.
Das Aufblühen von Berlin zum Beginn der Industrialisierung machte einen steinernen und repräsentativen Rathausneubau notwendig. Dieser sollte durch seine Größe und Ausstattung den Vorrang der weltlichen gegenüber der geistlichen Macht in der Hauptstadt zum Ausdruck bringen. Der Architekt Friedrich Waesemann entwarf daraufhin den Neubau, der wegen seiner Klinkerfassade seitdem auch als Rotes Rathaus bezeichnet wird. Für den Bau mussten einige der umliegenden Häuser mit abgerissen werden, für das neue Rathaus wurde ein ganzes Karree in Anspruch genommen. Die Bauarbeiten dauerten von 1861 bis 1870. Die Gerichtslaube wurde abgetragen und später im Park Babelsberg neu errichtet. Der Rathausturm überragte mit 87 Metern die benachbarte Nikolaikirche und selbst das Stadtschloss. Der Bau war seit seiner Fertigstellung bis zur Zerstörung im Zweiten Weltkrieg Sitz des Magistrats und des Berliner Oberbürgermeisters. Nach dem etwas vereinfachten Wiederaufbau in den 1950er Jahren befand sich zunächst der Magistrat mit dem Oberbürgermeister von Ost-Berlin in dem Gebäudekomplex. Seit 1990 ist das Rote Rathaus Sitz des Senats und des Regierenden Bürgermeisters.

#### Blankenfelde-Haus

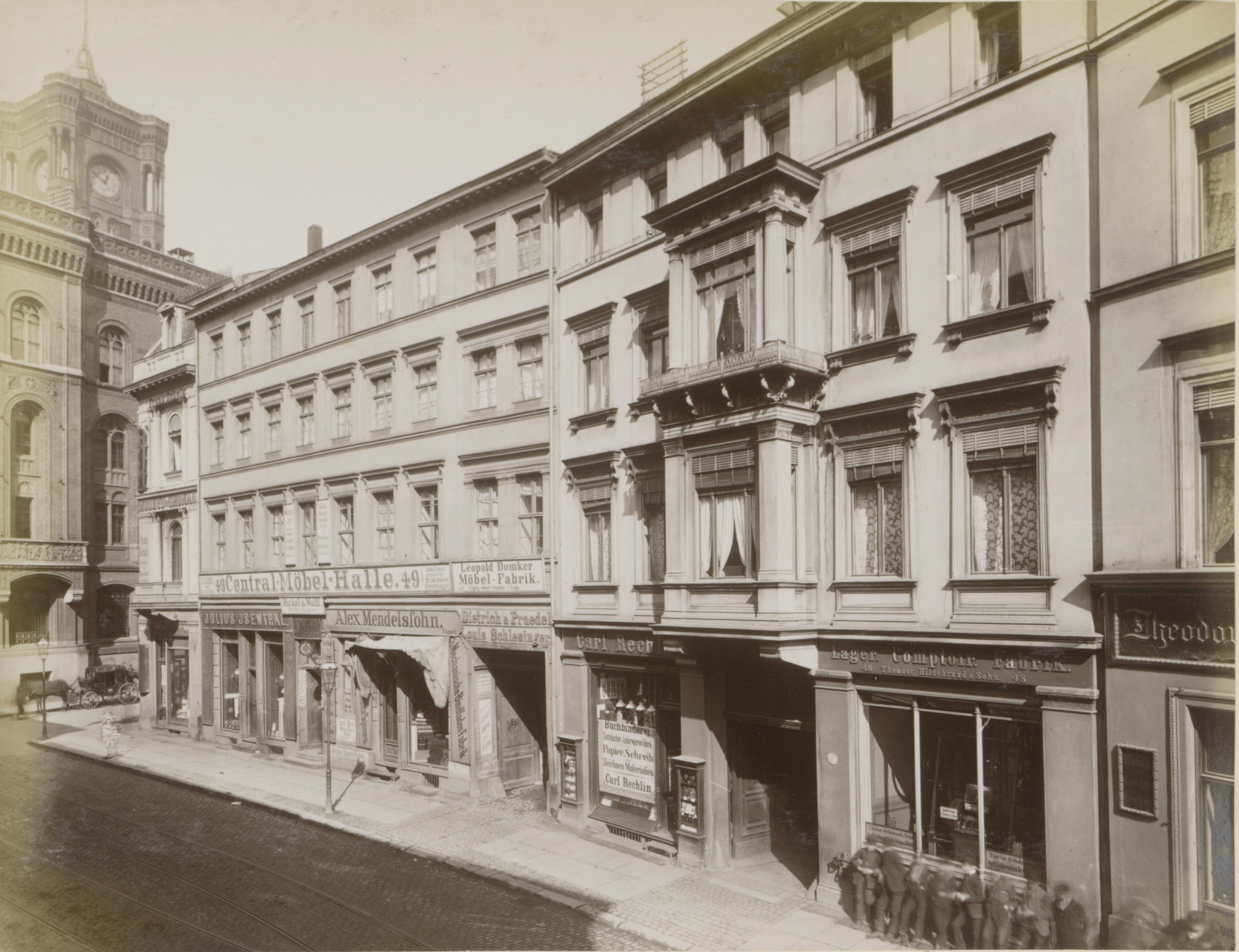
Das Blankenfelde-Haus (links) mit der Fassade von 1870

Das Blankenfelde-Haus befand sich an der Spandauer Straße 49, also auf der nördlichen Seite zwischen Rathaus und Molkenmarkt. Es war bis zu seinem Abriss 1888 das älteste Bürgerhaus der Stadt und bis 1620 der Berliner Sitz der Adelsfamilie Blankenfelde. Nach ihr wiederum sind die Dörfer Blankenfelde auf dem Barnim und Blankenfelde auf dem Teltow benannt. Die erste Erwähnung der Familie stammt aus dem Jahr 1280, als Johannes von Blankenfelde zum Berliner Bürgermeister ernannt wurde.
Das erste Blankenfelde-Haus wird ebenfalls um diese Zeit datiert. Es bestand vermutlich aus Holz und wurde beim Stadtbrand 1380 vernichtet. Der zweite, nun steinerne, Bau entstand daraufhin bis 1390. Bei einem Umbau 1474 wurde der Eingangsbereich neu modelliert. Die gotische Innenhalle im Erdgeschoss wurde nun von einer Säule in der Mitte getragen, von der eine Decke mit Kreuzgewölbe ausging. Hauptprunkstück waren nun vier Büsten, die zwei Ehepaare der Familie darstellten und beim Abriss des Hauses 1888 zum Märkischen Museum kamen.
Nach 1530 verließen viele Familienmitglieder Berlin und siedelten sich in der Altmark an. Der letzte bedeutendere Vertreter, Johann III. von Blankenfelde, hinterließ einen derart großen Schuldenberg, dass sich seine Nachkommen gezwungen sahen, ihre Anwesen zu verkaufen, so auch 1612 das Stammhaus in der Spandauer Straße. Es gelangte in den Besitz der Adelsfamilie von Seidel, der eine familiäre Verbindung zu den Blankenfeldes nachgesagt wurde.
Die von Seidels hielten das Haus nur knapp 100 Jahre, es ging 1722 an den Geheimen Rat Daniel von Stephani und wechselte in den kommenden 150 Jahren mehrmals den Besitzer. In den 1750er Jahren kauften die damaligen Besitzer die nach hinten herausgehenden Gebäude mit auf, ließen diese abtragen und nutzten die gewonnene Fläche als Innenhof. Äußerlich veränderte sich das Gebäude nur geringfügig, als letzte Maßnahme erhielt der Bau um 1870 eine neue Fassade, für die Schmuck- und Gestaltungselemente entfernt wurden.
Das Grundstück wurde 1885 als Baugrund für ein geplantes Elektrizitätswerk verkauft, das Haus 1888 abgerissen.

#### Elektrizitätswerk „Central-Station Spandauer Straße“
Die Aktien-Gesellschaft Berliner-Elektricitätswerke (BEW, Vorläufer der BEWAG) erwarb 1885 mehrere zusammenhängende Grundstücke, darunter auch das des Blankenfelde-Hauses. 1889 ließ sie alle Gebäude abreißen. An dieser Stelle nahm 1889 das Elektrizitätswerk „Central-Station Spandauer Straße“ seinen Betrieb auf. Schon 1897 wurde ein Erweiterungsbau (ehemalige Rathausstraße 2/3) angeschlossen. Bis 1919 erzeugten hier, inmitten eines Wohnquartiers im historischen Stadtkern, kohlebetriebene Dampfmaschinen elektrischen Strom für die nähere Umgebung. Auf einem Foto aus dieser Zeit sind zwei hohe rauchende Schornsteine direkt vor dem Roten Rathaus zu sehen.
Das Elektrizitätswerk verlor nach einigen Jahrzehnten an Bedeutung, da es noch auf Gleichstrom ausgerichtet war, der bald durch Wechselstrom veraltet war. Ab 1925 diente der Standort nur noch als Umspannstation. Die elektrische Ausstattung lieferten vor allem Siemens und AEG. Insbesondere die Maschinenhäuser mit ihren imposanten Dampfmaschinen und Generatoren, Schaltanlagen und komplexen Leitungssystemen waren Meilensteine der Stromerzeugung, sie galten als „Initialzündung“ der „Elektropolis Berlin“.
Die Anlage wurde 1945, am Ende des Zweiten Weltkriegs, zerstört. Nach der Enttrümmerung lag das Gelände brach und wurde bei der späteren Umgestaltung der angrenzenden Grunerstraße als Parkplatz benutzt. Die Fundamente und Keller blieben erhalten und wurden vom Landesdenkmalamt Berlin 2019/2020 vor der geplanten Neubebauung ausgegraben.

#### Nikolaiviertel
Das nach der Nikolaikirche benannte Viertel bildete als Mittelpunkt die Keimzelle Berlins. Während die Kirche auf den Zeitraum um 1220 bis 1230 datiert wird, wurde ihre Umgebung bereits vorher bebaut. Im Gegensatz zu den Ausfallstraßen aus der Stadt bewohnten vornehmlich Handwerker das verwinkelte Viertel.
Die Bebauung aus der Zeit vom Mittelalter bis zum 20. Jahrhundert war, mit einigen Ausnahmen wie das Ephraim-Palais an der Südecke des Viertels zwischen Spree und Mühlendamm, eher unscheinbar. Während des Zweiten Weltkriegs wurde das Nikolaiviertel fast vollständig zerstört, die Kirche blieb dabei zunächst als Ruine erhalten. Der Wiederaufbau erfolgte in den 1980er Jahren und wurde zur 750-Jahr-Feier Berlins 1987 abgeschlossen. Ein Großteil der Häuser wurde dabei in zum Teil historisierender Plattenbauweise neu errichtet.

### Denkmalübersicht
Die Senatsverwaltung für Stadtentwicklung weist insgesamt acht Kulturdenkmale in der Berliner Landesdenkmalliste entlang der Spandauer Straße aus:
- Nr. 1: Ensemble Burgstraße[16]
- Nr. 1: Handelshochschule Berlin[17]
- Zwischen Nr. 1 und 2: Mittelalterliche Fundamentreste des Pulverturms am Spandauer Tor, des Spandauer Tores selbst und eines angrenzenden Gebäudes, einschließlich verbindender und anschließender Fundamente der Stadtbefestigung[18]
- Nr. 1–3: Fundamente der südlichen Umfassungsmauer des „Hospiz Zum heiligen Geist“[19]
- Heiliggeistkapelle[20]
- Nr. 24: Rotes Rathaus[21]
- Neptunbrunnen[22]
- Marx-Engels-Forum[23]

## Historische Bebauung und deren Bewohner
Von den historischen Bauten in der Spandauer Straße sind nur die Handelshochschule mit der Heilig-Geist-Kapelle und das Rote Rathaus erhalten. Alle anderen wurden 1944/1945 zerstört und danach abgetragen.
In der Spandauer Straße wechselte die Nummerierung mehrmals. Seit 1800 gab es 82 Hausnummern. Diese verliefen von der Neuen Friedrichstraße (jetzt: Burgstraße), an der südlichen Seite entlang des jetzigen Nikolaiviertels bis zum Molkenmarkt und zurück am Rathaus entlang. Sie sind hier angegeben. 1913 wurde die Anzahl auf 42 Nummern verkürzt, in der gleichen Abfolge. Diese sind in Klammern angegeben. Seit 1990 gibt es erneut eine andere Nummerierung.
Spandauer Tor
- Nr. 1

Spandauer Straße, westlicher Teil, 1811

  - Handelshochschule, 1906 eröffnet, jetzt zur Humboldt-Universität
- Nr. 2 Heilig-Geist-Hospital
  - spätestens im 13. Jahrhundert gegründet
  - Kapelle, 1905 zur Handelshochschule, erhalten
- Nr. 12
  - Bankier Beer, 1800
- Nr. 19–22, 23–24 (seit 1913: Nr. 13, 14)
  - Hofpostamt

Königsstraße (jetzt: Rathausstraße)
- Nr. 26
  - Rahel Varnhagen von Ense, Salondame und Autorin, in dem Haus geboren
  - um 1900 zu Kaufhaus Nathan Israel Kaufhaus Nathan Israel

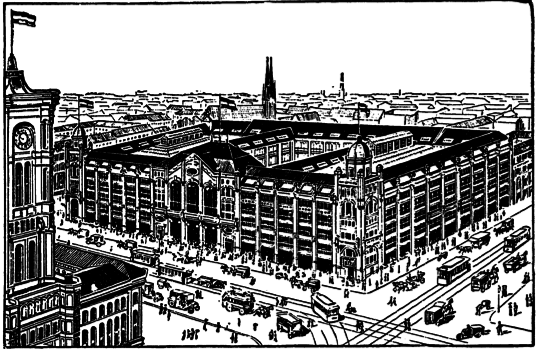
Kaufhaus Nathan Israel

- Nr. 28 (seit 1913: Nr. 16, für das gesamte Kaufhaus)
  - Nathan Israel, Kaufmann, 1843 gekauft
  - um 1900 Erweiterung zum größten Warenhaus Berlins Kaufhaus Nathan Israel, mit Nummern 26–31 über ein Quarree Gedenktafel für Martin Heinrich Klaproth an der jetzigen Nr. 25 (vorher: Nr. 33)
- Nr. 33 Apotheke „Zum Bär“
  - bestand seit dem 18. Jahrhundert[27]

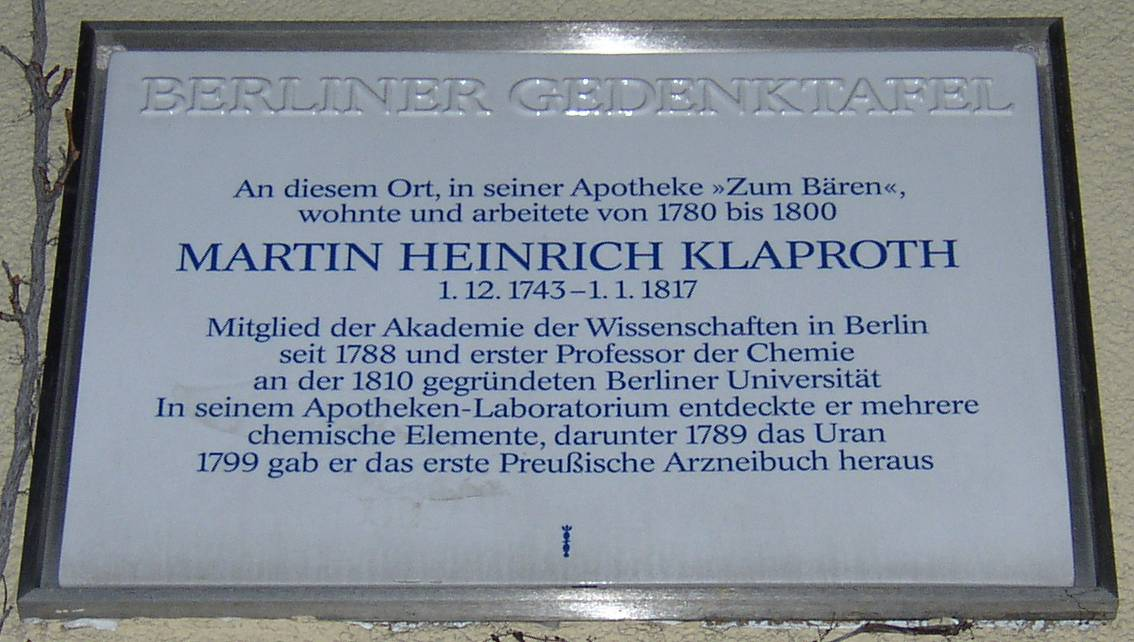
Gedenktafel für Martin Heinrich Klaproth an der jetzigen Nr. 25 (vorher: Nr. 33)

  - Martin Heinrich Klaproth, Chemiker, 1780 gekauft
  - bestand bis 1945
- Nr. 35 
  - Henriette Herz wohnte hier mit ihrem Mann und eröffnete 1807 ihren ersten literarischen Salon

Molkenmarkt
- Nr. 49 Haus Blankenfelde
  - erbaut 1390, dann im Besitz der Familie Blankenfelde
  - Erasmus Seidel, Jurist und Staatsmann
  - um 1887 abgerissen als ältestes Bürgerhaus in Alt-Berlin
  - seit 1888 ein Elektrizitätswerk
- Nr. 53
  - Heinrich von Kleist, Dramatiker, wohnte hier kurzzeitig 1804
  - wurde später zum Roten Rathaus Altes Rathaus, an der Seite Spandauer Straße
- Nr. 55 Rathaus
  - Altes Rathaus

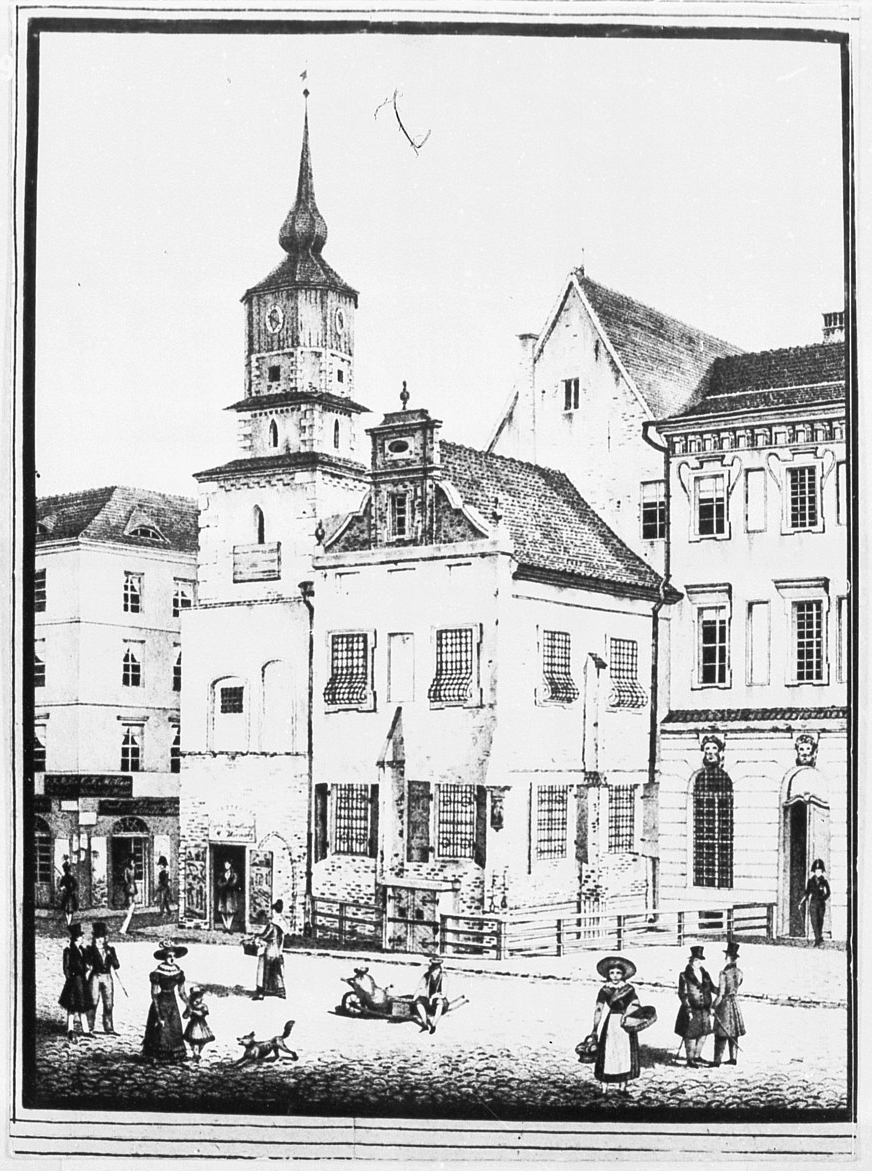
Altes Rathaus, an der Seite Spandauer Straße

  - Rotes Rathaus, 1870 neu erbaut mit Nrn. 51–55
- Nr. 59
  - Carl Ritter, Geograf, wohnte in dem Haus

- Nr. 68 (seit 1913: Nr. 33)

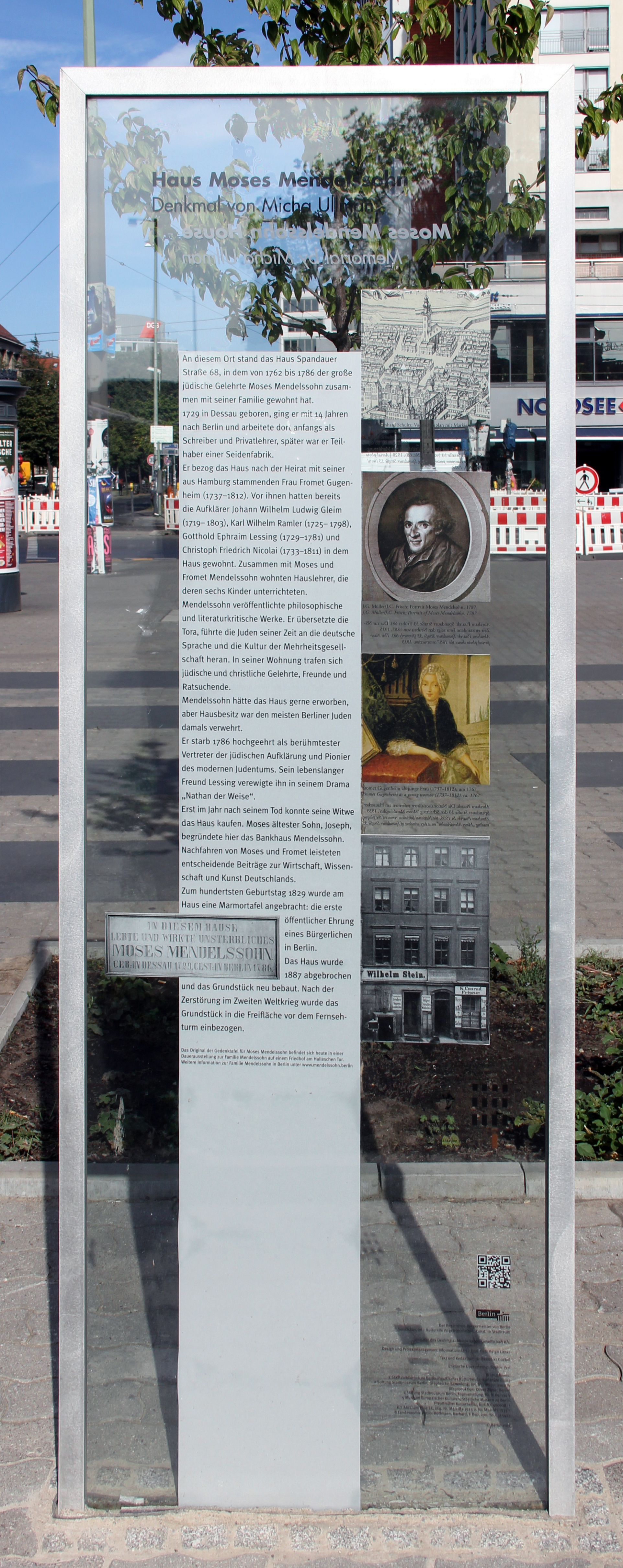
Denkmal am Standort des ehemaligen Wohnhauses von Moses Mendelssohn in der Spandauer Straße 68

  - 18. Jahrhundert im Besitz der Familie Nicolai
  - Johann Wilhelm Ludwig Gleim, Dichter, wohnte hier 1745–1747
  - Karl Wilhelm Ramler, Schriftsteller, wohnte hier 1748
  - Gotthold Ephraim Lessing, wohnte hier 1748–1751, schrieb zwei Lustspiele
  - Friedrich Nicolai, Aufklärer, wohnte 1757–1759 im Haus der Mutter
  - Moses Mendelssohn, Philosoph, zog hier 1762 mit seiner Ehefrau ein, sechs Kinder geboren, darunter Dorothea Schlegel, wurde ein wichtiger Treffpunkt der Aufklärung mit Gotthold Ephraim Lessing und Nicolai
  - Witwe Mendelssohn, ab 1786, kaufte das Haus
  - Joseph Mendelssohn, Bankier, gründete hier 1795 das Bankhaus Mendelssohn
  - Salomon Veit, wohnte hier zwischen 1800 und 1827
- Nr. 72
  - Jacob Herz Beer, Zuckerfabrikant, wohnte in dem Haus
  - Amalie Beer, dessen Ehefrau, eröffnete hier ihren ersten Salon
  - Giacomo Meyerbeer, beider Sohn und Komponist, wohnte hier
- Nr. 77 (seit 1913: Nr. 40)
  - Apotheke „Zum Weißen Schwan“
  - Martin Heinrich Klaproth, arbeitete 1771–1780 in der Apotheke, kaufte dann Nr. 33
  - Theodor Fontane, Schriftsteller, war 1836–1840 als Lehrling in der Apotheke

Weitere Bewohner
- Otto Brahm, Kritiker, Theaterleiter und Regisseur jüdischer Abstammung